# 2-etilhexanol
El 2-etilhexanol (abreviado 2-EH) es un alcohol graso ramificado, un compuesto orgánico de ocho átomos de carbono con un grupo alcohol. Es un líquido incoloro que es poco soluble en agua, pero soluble en la mayoría de disolventes orgánicos. Se produce a escala masiva para su uso en numerosas aplicaciones tales como disolventes, sabores y fragancias, y especialmente como un precursor para la producción de otros productos químicos tales como emulgentes y plastificantes. Se encuentra en las fragancias naturales de la planta, y el olor ha sido reportado como "pesado, terroso, y ligeramente floral" para el enantiómero R y "ligero, dulce fragancia floral" para el enantiómero S.

## Producción industrial
El 2-etil-hexanol se produce industrialmente por la condensación aldólica del n-butiraldehído, seguido por la hidrogenación del hidroxialdehıdo resultante. El proceso general es muy similar a la de la reacción de Guerbet, por la cual también puede ser producido. Cerca de 2,5 millones de toneladas se preparan de esta manera anualmente. El n-butiraldehído se obtiene por hidroformilación de propileno. La mayoría de las instalaciones hacen de n-butanol e isobutanol, además de 2-etilhexanol.